# Tout Violent Tshipepele
Maillots
Le TV Tshipepele est un club de football congolais basé à Kananga.

## Personnalités du Club

### Entraîneurs
- 2024 :  Dicky Kabue et  Jean-Claude Mulamba[1]
- 2024-2025 :  Eugène Ngandu[2]
- 2025- :  Barabas Kabundi[3]

### Présidents
- 2011-2016 :  Evariste Boshab[4],[5],[6]
- Jean-Claude Mbuyi
- 2024- :  Jean Pierre Kabessa[1]

## Palmarès
- LIFKOC
  - Champion : 2003.